# Blancos y mestizos de Costa Rica
Los costarricenses blancos o mestizos son el grupo étnico mayoritario de esa nación. Si bien Costa Rica es un país multiétnico, de acuerdo con el X Censo Nacional del INEC, el cual incluye un ítem de autoidentificación étnica, alrededor del 65.80% de los costarricenses se identificaba como blanco y el 13.65% como mestizos/castizo, dando resultado a más de un 80% de población caucásica.
Según otros estudios como el Latinobarómetro, los blancos y mestizos suponen un 70% de la población costarricense.
Respecto a la composición mitocondrial, se han publicado abundantes estudios en los que se observa que la proporción genética europea oscila entre 61.0%, 63.8%, 67.5% 73% e incluso 75%. Existiendo además un numeroso conjunto de investigaciones similares en genética de poblaciones, llevadas a cabo en la Universidad de Costa Rica u otras instituciones, en las que se reporta gran variabilidad genómica en la composición promedio del costarricense, con porcentajes más o menos elevados de cada marcador de acuerdo a la metodología aplicada.
De forma histórica, se tiene certeza de la migración numerosa proveniente de países como Italia, Alemania, Reino Unido, Francia, Estados Unidos, Suiza, Polonia (especialmente judía ashkenazi), la España post-colonial, Irán, Rusia y Grecia, así como inmigrantes de otras latitudes latinoamericanas como Argentina y Chile con un alto grado de ascendencia caucásica y castiza-mestiza, así como inmigrantes árabes primordialmente libaneses, sirios y palestinos que también deben ser incluidos como caucásicos. Todos estos grupos étnicos aportaron a la sociedad y la demografía costarricense tanto entremezclándose entre sí y con otras etnias como formando comunidades más o menos cerradas.
El aporte cultural de la inmigración europea, anglosajona y árabe al país se ha visto en la arquitectura, el arte, la política, la sociedad, la economía y la gastronomía.

## Introducción

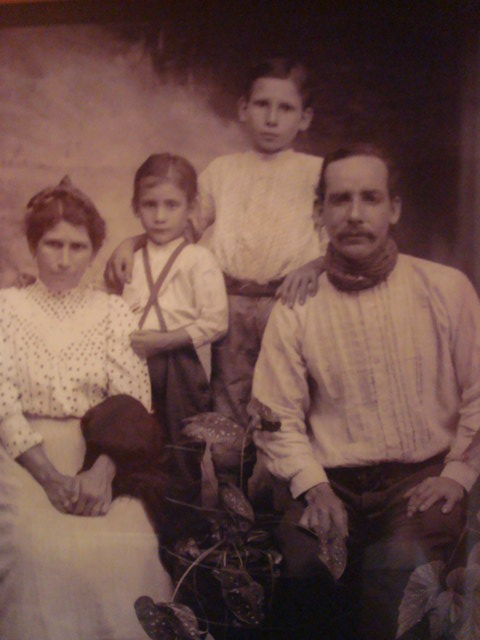
Familia campesina criolla en 1900.

La creencia en la «blancura» costarricense que ha decrecido en tiempos recientes, fue muy arraigado en el siglo XIX. Apoyado por escritos de la época incluyendo enciclopedias, diarios de viaje y reportajes, o testimonios de escritores como el escocés Robert Glasgow Dunlop o los salvadoreños Gonzalo Ayora y Alberto Masferrer Esta idea de que los costarricenses representaban una raza particular diferenciada de sus vecinos era usada a menudo como explicación de la relativa estabilidad política, prosperidad económica y espíritu de paz y democracia del país. Hoy en día por las evidencias genéticas se sabe que dicha idealización racial no estaba del todo basada en la realidad, o cuando menos tenía causas más culturales que genéticas. Aun así, es claro que el grupo étnico dominante de Costa Rica durante el siglo XIX fue el blanco criollo y el mestizo que no se diferenciara demasiado culturalmente del anterior.
En cuanto al mestizaje; existen amplios registros históricos de la ocurrencia de este en Cartago, la capital colonial de Costa Rica y de donde emergió su aristocracia, así como denuncias interpuestas ante las autoridades de la provincia de Costa Rica por relaciones ilícitas o concubinatos entre pobladores españoles o mestizos y mujeres mulatas.

## Historia
Los primeros europeos en tocar suelo costarricense fueron Cristóbal Colón y sus tripulantes el  18 de septiembre de 1502 al tocar lo que hoy es Isla Uvita cerca de las costas limonenses. En 1561 Juan de Cavallón inicia la conquista del país acompañado por soldados españoles y esclavos negros. 
Los colonos españoles originales eran vascos, sefardíes y castellanos, que primordialmente tuvieron una descendencia criolla en el país, por la siempre reducida población indígena presente en el territorio. Tras la independencia las migraciones sucesivas de alemanes, británicos, franceses y estadounidenses atraídos por las oportunidades económicas y empresariales y por esfuerzos deliberados del gobierno aportaron significativamente a la ya caucásica corriente genética costarricense, en especial porque estos grupos tendían a casarse con familias de la clase alta y política para facilitar sus negocios e integración al país.  Más cerradas fueron las inmigraciones posteriores de polacos y árabes que primaban el casarse dentro de sus comunidades. Asimismo, al inicio de la inmigración italiana fueron comunes los matrimonios intracomuntarios.
A principios del siglo XX comienza a darse una migración de españoles, mayormente catalanes, debido a los conflictos bélicos en España de esta época. Además de catalanes (que representaban el 80% de los españoles emigrantes de esa época) llegaron también gallegos, castellanos y asturianos rápidamente absorbidos por el país. Luego vendrían más refugiados republicanos huyendo de la dictadura franquista.
En los 60s y 70s otro sector importante de emigrantes llegaron desde otros países latinoamericanos con poblaciones altamente blancas o mestizas, entre ellos argentinos, chilenos y uruguayos escapando de las dictaduras de sus respectivos países. Así como estadounidenses que representan el tercer grupo mayor de inmigrantes.

## Grupos étnicos
Al ser la comunidad más grande del país, los eurocostarricenses se dividen en diferentes grupos, según su ascendencia. Las dos mayores comunidades son la española e italiana, que juntas conforman a más del 80% de la población del país. Aun así se pueden encontrar otras aglomeraciones minoritarias cuyo origen proviene de otras naciones de Europa, Norteamérica y el Asia occidental.

### Hispano
Desde la época colonial los costarricenses de origen español representan la mayoría indiscutible de la población nacional. Actualmente se pueden encontrar linajes provenientes de todas las regiones de España, pero principalmente de Andalucía, el País Vasco, Cataluña y Galicia.
Uno de los pilares fundamentales de la población costarricense fueron los criollos de ascendencia hispana, de origen colonial, que posteriormente también recibieron el aporte de una inmigración española masiva acaecida entre la segunda mitad del siglo XIX y la primera del siglo XX; y una entrada también cuantiosa de otros latinoamericanos de origen español después de la década de los 60. Hoy en día el 97% de los costarricenses tienen algún grado de ascendencia ibérica. 

### Itálico

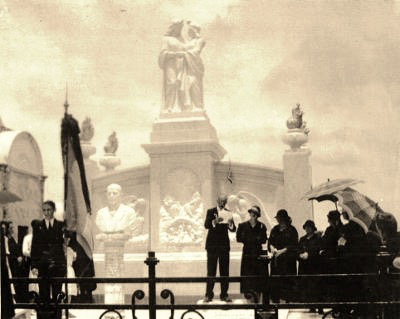
Inmigrantes italianos.

Por su parte, los costarricenses de ascendencia italiana constituyen el segundo grupo étnico más grande del país, pues se estima que entre un 5% y un 10% de la población tiene algún grado de origen italiano. De esta manera la comunidad ítalodescendiente de Costa Rica es —después de la presente en el Río de la Plata— la mayor aglomeración porcentual de ascendencia itálica en América.
Esta importante colectividad tiene su origen en diferentes migraciones desde la Península Apenina hacia Costa Rica, desarrolladas a partir del periodo colonial, pero principalmente durante las últimas décadas del siglo XIX y las primeras del siglo XX. Además, se encuentran ciertos grupos relativamente cuantiosos de origen helvético-italiano y dálmata.

### Anglosajones y germánicos

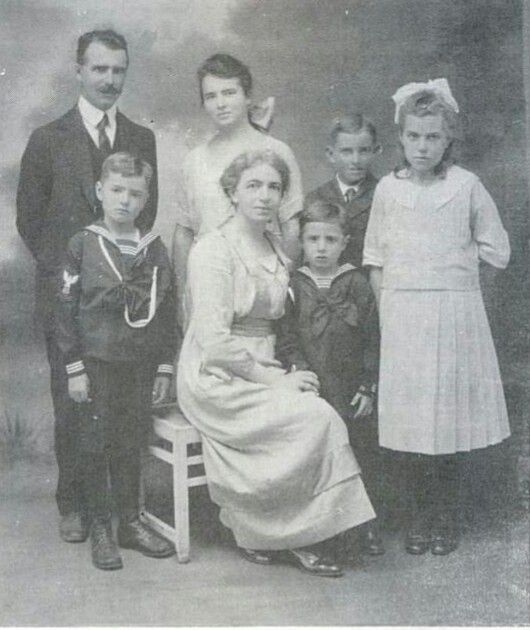
Inmigrantes alemanes.

También es destacable el grupo de costarricenses con orígenes alemanes, británicos y estadounidenses. Dentro de este grupo, los estadounidenses son los más numerosos y están presentes de manera cuantiosa en la nación, sumando actualmente 120.000 personas. Los alemanes, por su parte, representan un conjunto de 10.000 personas, entre inmigrantes y descendientes.
De igual manera la población con origen estadounidense y británico entró al territorio costarricense de una manera temprana; atraídos por el auge agrícola que experimentó el país a finales del siglo XIX. Además, entraron cuantiosos grupos de antillanos de ascendencia inglesa.

### Eslavo

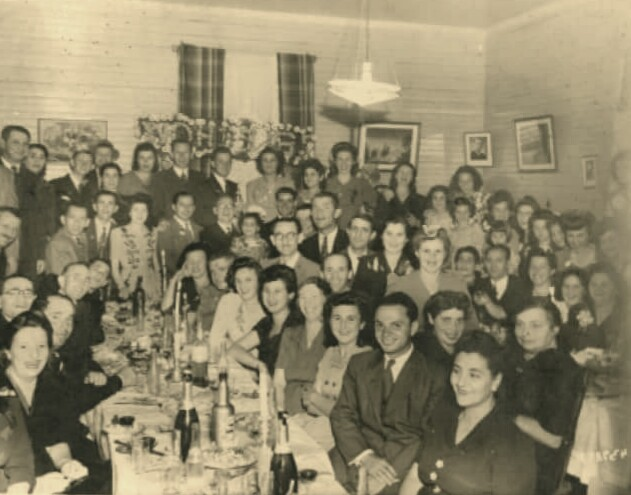
Inmigrantes polacos.

La colectividad eslava es la que se compone de ciertos grupos provenientes del centro y el este de Europa venidos a Costa Rica principalmente a inicios de los años 1900. En este país existe la más grande colectividad de América Central, principalmente por la población de origen polaco.

### Francés
Miles de personas con origen francés se han asentado en el país, ya sea provenientes de: Francia, Romandía, la Bélgica francesa o de diversos países del Caribe.

### Árabe
Finalmente, la entrada cuantiosa de árabes también contribuyó de manera notable a la demografía costarricense. La mayoría absoluta proviene del Líbano, pero también se encuentran ciertos grupos de origen sirio y palestino.